# Nood Gods (Jean de Bloc)

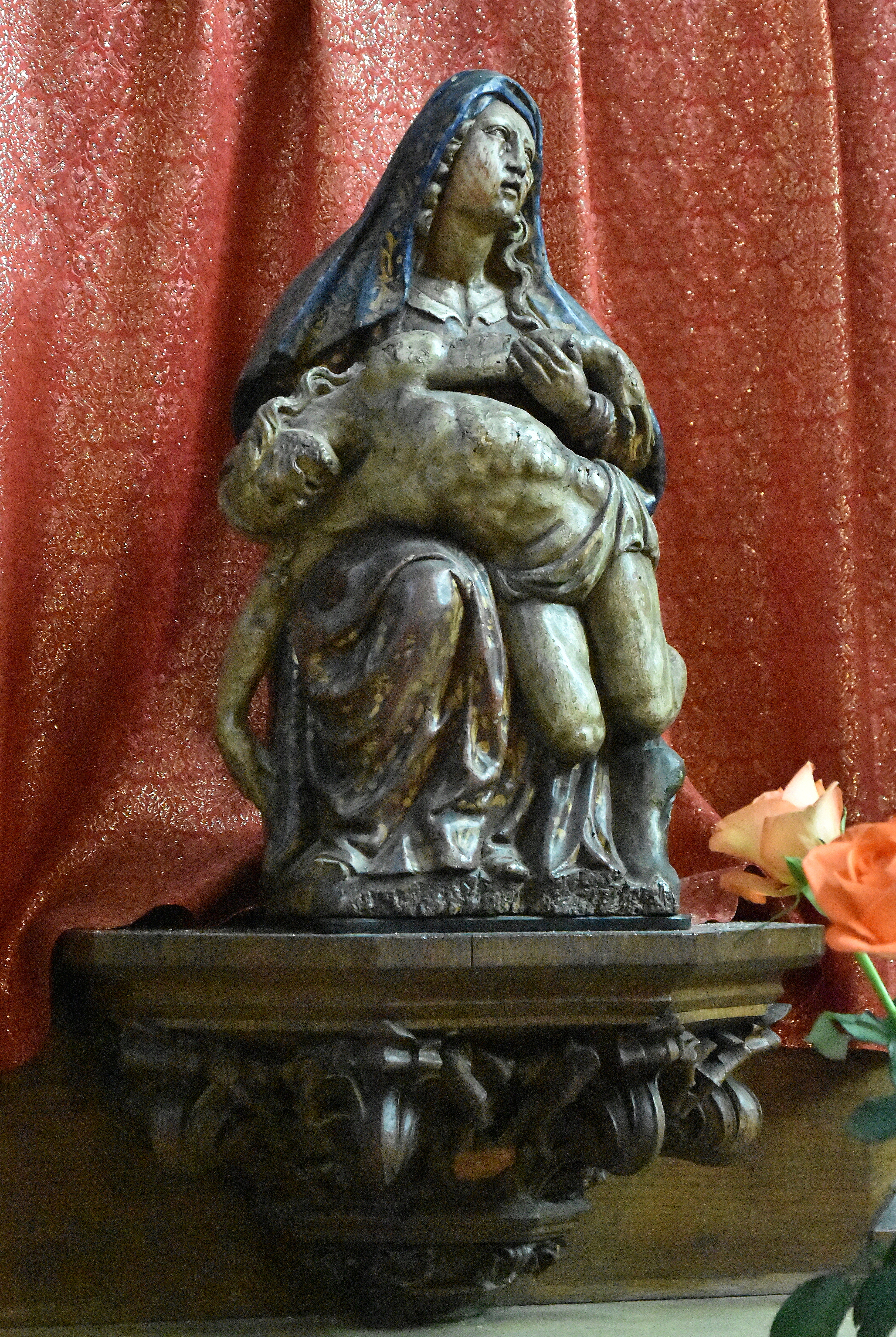
Nood Gods van Jean de Bloc

De Nood Gods of Piëta is een beeldje van de 14e-eeuwse beeldhouwer Jean de Bloc. Dit kunstwerk wordt bewaard in de Heilige Kerstkerk te Gent. Waarschijnlijk handelt het hier om een kopie uit de 17e eeuw en niet om het oorspronkelijk beeldje uit de 14e of 15e eeuw.

## Legende
Het beeldje werd niet meer teruggevonden na de verwoesting van de kerk tijdens het bewind van de Calvinistische republiek te Gent. Het werd teruggevonden, drijvend in een kleine waterloop dat tussen de Leie via de Sleepstraat naar Meerhem liep. Men kon het niet in de kerk plaatsen omdat die gesloten was maar 's anderendaags bleek het op het altaar te staan. Het keerde steeds naar het altaar terug, ook al werd het verplaatst. Toen het na diefstal in 1960 werd teruggevonden bij een antiquair, bracht men het terug naar de kerk. Gentenaars aanbaden het tijdens de cholera-epidemieën in 1832, 1849 en 1866.